# Sérgio Lopes Falcão
Sérgio Lopes Falcão (Desterro, 22 de abril de 1811 — Desterro, 14 de agosto de 1882) foi um político brasileiro.
Filho de João Lopes Falcão e de Francisca Romana da Puresa de Sousa Falcão. Casou com Maria José do Vale, filha de José Maria do Vale e de Maria Tomásia da Luz do Vale.
Foi deputado à Assembleia Legislativa Provincial de Santa Catarina na 7ª legislatura (1848 — 1849), na 13ª legislatura (1860 — 1861), na 21ª legislatura (1876 — 1877), e na 22ª legislatura (1878 — 1879).
Foi cavaleiro da Imperial Ordem de Cristo, por decreto de 11 de outubro de 1848.